# Copa Verde de Futebol de 2024
A Copa Verde de 2024 foi a 11.ª edição desse torneio regional, organizado pela Confederação Brasileira de Futebol desde 2014. Foi disputada por clubes brasileiros dos estados das regiões Centro-Oeste e Região Norte do Brasil, além do Espírito Santo.

## Regulamento
O regulamento da competição foi divulgado em 4 de janeiro de 2024. Assim como na edição passada, a Copa Verde de 2024 foi disputada em sistema eliminatório, no qual os clubes classificados se enfrentaram em jogo único nas duas primeiras fases, enquanto a partir das quartas de final os confrontos foram realizados em partidas de ida e volta. As dezesseis piores equipes posicionadas no Ranking da CBF entraram na competição na primeira fase, enquanto as oito melhores colocadas entraram na fase posterior.
A novidade para a edição desse ano é que os clubes foram divididos em região de 12 clubes cada: de um lado os clubes da Região Norte (exceto Rondônia, transferida para o bloco Centro-Oeste devido ao desequilíbrio no número de participantes); e do outro os times da Região Centro-Oeste, incluindo também as equipes do Espírito Santo.
Na primeira fase, os oito piores posicionados de cada bloco se enfrentaram de tal maneira que os clubes de pior ranking enfrentaram os de melhor posicionamento dentro dos blocos. Os vencedores dos confrontos da primeira fase enfrentaram, na etapa seguinte, os quatro clubes melhores posicionados de cada bloco, dentro de seus próprios blocos. Dessa forma, a final obrigatoriamente teve um time de cada bloco.
O vencedor ingressará diretamente na terceira fase da Copa do Brasil de 2025.

### Critérios de desempate
Em caso de empate em pontos ganhos entre os clubes ao final de cada fase, são critérios de desempate: (a) maior saldo de gols; (b) cobrança de pênaltis.

### Mando de campo
Para a 1ª e 2ª fases, o mando de campo da partida pertence ao clube melhor posicionado no Ranking Adaptado. Para a 3ª, 4ª e 5ª fases, o mando de campo da partida de volta atenderá aos seguintes critérios: 1) maior somatória de pontos, excluída a 1ª fase; 2) maior número de vitórias, excluída a 1ª fase; 3) maior saldo de gols, excluída a 1ª fase; 4) clube melhor posicionado no Ranking Adaptado.
Entende-se por Ranking Adaptado a classificação dos clubes observando-se o posicionamento de cada no Ranking Nacional dos Clubes (RNC) de 2024, de acordo com a região. Em caso de clubes com mesmo ou sem posicionamento no RNC de 2023, foi considerado o Ranking Nacional das Federações (RNF) de 2024. Caso as duas federações envolvidas tenham o mesmo posicionamento no RNF de 2024, o posicionamento é determinado através de sorteio.
| Bloco Norte  | Bloco Norte  | Bloco Norte   | Bloco Norte   | Bloco Norte   | Bloco Norte     |
| Segunda fase | Segunda fase | Segunda fase  | Primeira fase | Primeira fase | Primeira fase   |
| RA           | CBF          | Clube         | RA            | CBF           | Clube           |
| ------------ | ------------ | ------------- | ------------- | ------------- | --------------- |
| 4            | 41º          | Remo          | 9             | 67º           | São Raimundo-RR |
| 5            | 44º          | Paysandu      | 10            | 69º           | Tocantinópolis  |
| 6            | 52º          | Manaus        | 14            | 92º           | Águia de Marabá |
| 8            | 66º          | Amazonas      | 15            | 98º           | Humaitá         |
|              |              |               | 16            | 98º           | Trem            |
| 19           | 118º         | Rio Branco-AC |               |               |                 |
| 23           | —            | Manauara      |               |               |                 |
| 24           | —            | Capital-TO    |               |               |                 |

| Bloco Centro-Oeste | Bloco Centro-Oeste | Bloco Centro-Oeste | Bloco Centro-Oeste | Bloco Centro-Oeste | Bloco Centro-Oeste |
| Segunda fase       | Segunda fase       | Segunda fase       | Primeira fase      | Primeira fase      | Primeira fase      |
| RA                 | CBF                | Clube              | RA                 | CBF                | Clube              |
| ------------------ | ------------------ | ------------------ | ------------------ | ------------------ | ------------------ |
| 1                  | 19º                | Cuiabá             | 11                 | 79º                | Ceilândia          |
| 2                  | 20º                | Goiás              | 12                 | 84º                | Real Noroeste      |
| 3                  | 29º                | Vila Nova          | 13                 | 85º                | União Rondonópolis |
| 7                  | 57º                | Brasiliense        | 17                 | 116º               | Porto Velho        |
|                    |                    |                    | 18                 | 117º               | Anápolis           |
| 20                 | 159º               | Costa Rica         |                    |                    |                    |
| 21                 | 163º               | Rio Branco-ES      |                    |                    |                    |
| 22                 | 221º               | Real Brasília      |                    |                    |                    |

## Participantes
Critérios para classificação para a Copa Verde de 2024:
- Critério 1 (12 vagas): Primeiros colocados em cada um dos campeonatos estaduais de 2023 ou torneios seletivos das 12 federações filiadas participantes.
- Critério 2 (8 vagas): equipe mais bem classificada em cada um dos campeonatos estaduais de 2023 ou torneios seletivos de 2023 das 8 melhores federações filiadas no Ranking da CBF 2024 (todas exceto Roraima, Mato Grosso do Sul, Rondônia e Amapá), excluindo aquelas classificadas para a fase de grupos ou pelo critério 1.
- Critério 3 (4 vagas): quatro equipes mais bem posicionadas no Ranking da CBF 2024 das federações participantes, excluindo aquelas classificadas nos critérios anteriores.

| UF                 | Equipe             | Cidade         | Critério de classificação | Ranking da CBF | Estádio               | Capacidade | Títulos               |
| ------------------ | ------------------ | -------------- | ------------------------- | -------------- | --------------------- | ---------- | --------------------- |
| Acre               | Rio Branco-AC      | Rio Branco     | Critério 1                | 118º           | Florestão             | 10 000     | 0 (não possui)        |
| Acre               | Humaitá            | Porto Acre     | Critério 2                | 98º            | Florestão             | 10 000     | 0 (não possui)        |
| Amapá              | Trem               | Macapá         | Critério 1                | 98º            | Zerão                 | 19 000     | 0 (não possui)        |
| Amazonas           | Amazonas           | Manaus         | Critério 1                | 66º            | Arena da Amazônia     | 44 000     | 0 (não possui)        |
| Amazonas           | Manauara           | Manaus         | Critério 2                | —              | Arena da Amazônia     | 44 000     | 0 (não possui)        |
| Amazonas           | Manaus             | Manaus         | Critério 3                | 52º            | Arena da Amazônia     | 44 000     | 0 (não possui)        |
| Distrito Federal   | Real Brasília      | Plano Piloto   | Critério 1                | 221º           | Defelê                | 1 500      | 0 (não possui)        |
| Distrito Federal   | Brasiliense        | Taguatinga     | Critério 2                | 57º            | Serejão               | 27 000     | 1 (2020)              |
| Distrito Federal   | Ceilândia          | Ceilândia      | Critério 3                | 79º            | Abadião               | 4 200      | 0 (não possui)        |
| Espírito Santo     | Real Noroeste      | Águia Branca   | Critério 1                | 84º            | José Olímpio da Rocha | 5 281      | 0 (não possui)        |
| Espírito Santo     | Rio Branco-ES      | Vitória        | Critério 2                | 163º           | Kleber Andrade        | 21 152     | 0 (não possui)        |
| Goiás              | Anápolis           | Anápolis       | Critério 1                | 117º           | Jonas Duarte          | 20 000     | 0 (não possui)        |
| Goiás              | Goiás              | Goiânia        | Critério 2                | 20º            | Serrinha              | 14 450     | 1 (2023)              |
| Goiás              | Vila Nova          | Goiânia        | Critério 3                | 29º            | OBA                   | 11 788     | 0 (não possui)        |
| Mato Grosso        | Cuiabá             | Cuiabá         | Critério 1                | 19º            | Arena Pantanal        | 44 097     | 2 (2015 e 2019)       |
| Mato Grosso        | União Rondonópolis | Rondonópolis   | Critério 2                | 85º            | Luthero Lopes         | 19 000     | 0 (não possui)        |
| Mato Grosso do Sul | Costa Rica         | Costa Rica     | Critério 1                | 159º           | Laertão               | 5 000      | 0 (não possui)        |
| Pará               | Águia de Marabá    | Marabá         | Critério 1                | 92º            | Zinho de Oliveira     | 5 000      | 0 (não possui)        |
| Pará               | Remo               | Belém          | Critério 2                | 41º            | Baenão                | 13 200     | 1 (2021)              |
| Pará               | Paysandu           | Belém          | Critério 3                | 44º            | Curuzu                | 16 200     | 3 (2016, 2018 e 2022) |
| Rondônia           | Porto Velho        | Porto Velho    | Critério 1                | 116º           | Aluizão               | 5 000      | 0 (não possui)        |
| Roraima            | São Raimundo-RR    | Boa Vista      | Critério 1                | 67º            | Canarinho             | 4 556      | 0 (não possui)        |
| Tocantins          | Tocantinópolis     | Tocantinópolis | Critério 1                | 69º            | Ribeirão              | 8 000      | 0 (não possui)        |
| Tocantins          | Capital-TO         | Palmas         | Critério 2                | —              | Nilton Santos         | 12 000     | 0 (não possui)        |

## Calendário
Um calendário preliminar foi divulgado pela CBF em 7 de novembro de 2023. Compreende as seguintes datas:
| Fase             | Jogo único                                          | Jogo único                                          |
| ---------------- | --------------------------------------------------- | --------------------------------------------------- |
| Primeira fase    | Semana 1: 21 de fevereiro Semana 2: 28 de fevereiro | Semana 1: 21 de fevereiro Semana 2: 28 de fevereiro |
| Oitavas de final | Semana 1: 6 de março Semana 2: 13 de março          | Semana 1: 6 de março Semana 2: 13 de março          |
| Fase             | Ida                                                 | Volta                                               |
| Quartas de final | 20 de março                                         | 24 de março                                         |
| Semifinais       | 3 de abril                                          | 10 de abril                                         |
| Finais           | 24 de abril                                         | 8 de maio                                           |

## Confrontos

### Tabela até a final
Em itálico, as equipes que possuem o mando de campo no primeiro jogo ou no jogo único e em negrito as equipes classificadas.
|  | Primeira fase      | Primeira fase     |                    |           | Oitavas de final | Oitavas de final |       |  | Quartas de final | Quartas de final | Quartas de final | Quartas de final |  |  | Semifinais | Semifinais | Semifinais | Semifinais |  |  | Final | Final | Final | Final |  |
|  |                    |                   |                    |           |                  |                  |       |  |                  |                  |                  |                  |  |  |            |            |            |            |  |  |       |       |       |       |  |
|  |                    |                   |                    |           |                  |                  |       |  |                  |                  |                  |                  |  |  |            |            |            |            |  |  |       |       |       |       |  |
|  |                    |                   |                    |           |                  |                  |       |  |                  |                  |                  |                  |  |  |            |            |            |            |  |  |       |       |       |       |  |
|  |                    |                   |                    |           |                  |                  |       |  |                  |                  |                  |                  |  |  |            |            |            |            |  |  |       |       |       |       |  |
|  |                    |                   |                    |           |                  |                  |       |  |                  |                  |                  |                  |  |  |            |            |            |            |  |  |       |       |       |       |  |
|  |                    | Cuiabá            | 5                  |           |                  |                  |       |  |                  |                  |                  |                  |  |  |            |            |            |            |  |  |       |       |       |       |  |
|  |                    |                   | 5                  |           |                  |                  |       |  |                  |                  |                  |                  |  |  |            |            |            |            |  |  |       |       |       |       |  |
|  |                    |                   | Porto Velho        | 0         |                  |                  |       |  |                  |                  |                  |                  |  |  |            |            |            |            |  |  |       |       |       |       |  |
|  | Porto Velho (pen)  | 1 (5)             | Porto Velho        | 0         |                  |                  |       |  |                  |                  |                  |                  |  |  |            |            |            |            |  |  |       |       |       |       |  |
|  | Porto Velho (pen)  | 1 (5)             |                    |           |                  |                  |       |  |                  |                  |                  |                  |  |  |            |            |            |            |  |  |       |       |       |       |  |
|  | Anápolis           | 1 (3)             |                    |           |                  |                  |       |  |                  |                  |                  |                  |  |  |            |            |            |            |  |  |       |       |       |       |  |
|  | Anápolis           | 1 (3)             |                    | Cuiabá    | 4                | 4                | 8     |  |                  |                  |                  |                  |  |  |            |            |            |            |  |  |       |       |       |       |  |
|  |                    |                   |                    |           |                  |                  | 8     |  |                  |                  |                  |                  |  |  |            |            |            |            |  |  |       |       |       |       |  |
|  |                    |                   | Brasiliense        | 1         | 1                | 2                |       |  |                  |                  |                  |                  |  |  |            |            |            |            |  |  |       |       |       |       |  |
|  |                    |                   | Brasiliense        | 1         | 1                | 2                |       |  |                  |                  |                  |                  |  |  |            |            |            |            |  |  |       |       |       |       |  |
|  |                    |                   |                    |           |                  |                  |       |  |                  |                  |                  |                  |  |  |            |            |            |            |  |  |       |       |       |       |  |
|  |                    |                   |                    |           |                  |                  |       |  |                  |                  |                  |                  |  |  |            |            |            |            |  |  |       |       |       |       |  |
|  |                    | Brasiliense (pen) | 0 (4)              |           |                  |                  |       |  |                  |                  |                  |                  |  |  |            |            |            |            |  |  |       |       |       |       |  |
|  |                    |                   | 0 (4)              |           |                  |                  |       |  |                  |                  |                  |                  |  |  |            |            |            |            |  |  |       |       |       |       |  |
|  |                    |                   | Ceilândia          | 0 (1)     |                  |                  |       |  |                  |                  |                  |                  |  |  |            |            |            |            |  |  |       |       |       |       |  |
|  | Ceilândia (pen)    | 0 (4)             | Ceilândia          | 0 (1)     |                  |                  |       |  |                  |                  |                  |                  |  |  |            |            |            |            |  |  |       |       |       |       |  |
|  | Ceilândia (pen)    | 0 (4)             |                    |           |                  |                  |       |  |                  |                  |                  |                  |  |  |            |            |            |            |  |  |       |       |       |       |  |
|  | Real Brasília      | 0 (3)             |                    |           |                  |                  |       |  |                  |                  |                  |                  |  |  |            |            |            |            |  |  |       |       |       |       |  |
|  | Real Brasília      | 0 (3)             |                    | Cuiabá    | 0                | 4                | 4 (2) |  |                  |                  |                  |                  |  |  |            |            |            |            |  |  |       |       |       |       |  |
|  |                    |                   |                    |           |                  |                  |       |  |                  |                  |                  |                  |  |  |            |            |            |            |  |  |       |       |       |       |  |
|  |                    |                   | Vila Nova (pen)    | 2         | 2                | 4 (4)            |       |  |                  |                  |                  |                  |  |  |            |            |            |            |  |  |       |       |       |       |  |
|  |                    |                   | Vila Nova (pen)    | 2         | 2                | 4 (4)            |       |  |                  |                  |                  |                  |  |  |            |            |            |            |  |  |       |       |       |       |  |
|  |                    |                   |                    |           |                  |                  |       |  |                  |                  |                  |                  |  |  |            |            |            |            |  |  |       |       |       |       |  |
|  |                    |                   |                    |           |                  |                  |       |  |                  |                  |                  |                  |  |  |            |            |            |            |  |  |       |       |       |       |  |
|  |                    | Goiás             | 2                  |           |                  |                  |       |  |                  |                  |                  |                  |  |  |            |            |            |            |  |  |       |       |       |       |  |
|  |                    |                   | 2                  |           |                  |                  |       |  |                  |                  |                  |                  |  |  |            |            |            |            |  |  |       |       |       |       |  |
|  |                    |                   | União Rondonópolis | 0         |                  |                  |       |  |                  |                  |                  |                  |  |  |            |            |            |            |  |  |       |       |       |       |  |
|  | União Rondonópolis | 4                 | União Rondonópolis | 0         |                  |                  |       |  |                  |                  |                  |                  |  |  |            |            |            |            |  |  |       |       |       |       |  |
|  | União Rondonópolis | 4                 |                    |           |                  |                  |       |  |                  |                  |                  |                  |  |  |            |            |            |            |  |  |       |       |       |       |  |
|  | Costa Rica         | 0                 |                    |           |                  |                  |       |  |                  |                  |                  |                  |  |  |            |            |            |            |  |  |       |       |       |       |  |
|  | Costa Rica         | 0                 |                    | Goiás     | 0                | 1                | 1     |  |                  |                  |                  |                  |  |  |            |            |            |            |  |  |       |       |       |       |  |
|  |                    |                   |                    |           |                  |                  | 1     |  |                  |                  |                  |                  |  |  |            |            |            |            |  |  |       |       |       |       |  |
|  |                    |                   | Vila Nova          | 1         | 1                | 2                |       |  |                  |                  |                  |                  |  |  |            |            |            |            |  |  |       |       |       |       |  |
|  |                    |                   | Vila Nova          | 1         | 1                | 2                |       |  |                  |                  |                  |                  |  |  |            |            |            |            |  |  |       |       |       |       |  |
|  |                    |                   |                    |           |                  |                  |       |  |                  |                  |                  |                  |  |  |            |            |            |            |  |  |       |       |       |       |  |
|  |                    |                   |                    |           |                  |                  |       |  |                  |                  |                  |                  |  |  |            |            |            |            |  |  |       |       |       |       |  |
|  |                    | Vila Nova         | 1                  |           |                  |                  |       |  |                  |                  |                  |                  |  |  |            |            |            |            |  |  |       |       |       |       |  |
|  |                    |                   | 1                  |           |                  |                  |       |  |                  |                  |                  |                  |  |  |            |            |            |            |  |  |       |       |       |       |  |
|  |                    |                   | Rio Branco-ES      | 0         |                  |                  |       |  |                  |                  |                  |                  |  |  |            |            |            |            |  |  |       |       |       |       |  |
|  | Real Noroeste      | 1                 | Rio Branco-ES      | 0         |                  |                  |       |  |                  |                  |                  |                  |  |  |            |            |            |            |  |  |       |       |       |       |  |
|  | Real Noroeste      | 1                 |                    |           |                  |                  |       |  |                  |                  |                  |                  |  |  |            |            |            |            |  |  |       |       |       |       |  |
|  | Rio Branco-ES      | 2                 |                    |           |                  |                  |       |  |                  |                  |                  |                  |  |  |            |            |            |            |  |  |       |       |       |       |  |
|  | Rio Branco-ES      | 2                 |                    | Vila Nova | 0                | 0                | 0     |  |                  |                  |                  |                  |  |  |            |            |            |            |  |  |       |       |       |       |  |
|  |                    |                   |                    |           |                  |                  |       |  |                  |                  |                  |                  |  |  |            |            |            |            |  |  |       |       |       |       |  |
|  |                    |                   | Paysandu           | 6         | 4                | 10               |       |  |                  |                  |                  |                  |  |  |            |            |            |            |  |  |       |       |       |       |  |
|  |                    |                   | Paysandu           | 6         | 4                | 10               |       |  |                  |                  |                  |                  |  |  |            |            |            |            |  |  |       |       |       |       |  |
|  |                    |                   |                    |           |                  |                  |       |  |                  |                  |                  |                  |  |  |            |            |            |            |  |  |       |       |       |       |  |
|  |                    |                   |                    |           |                  |                  |       |  |                  |                  |                  |                  |  |  |            |            |            |            |  |  |       |       |       |       |  |
|  |                    | Amazonas          | 4                  |           |                  |                  |       |  |                  |                  |                  |                  |  |  |            |            |            |            |  |  |       |       |       |       |  |
|  |                    |                   | 4                  |           |                  |                  |       |  |                  |                  |                  |                  |  |  |            |            |            |            |  |  |       |       |       |       |  |
|  |                    |                   | Capital-TO         | 1         |                  |                  |       |  |                  |                  |                  |                  |  |  |            |            |            |            |  |  |       |       |       |       |  |
|  | São Raimundo-RR    | 3 (4)             | Capital-TO         | 1         |                  |                  |       |  |                  |                  |                  |                  |  |  |            |            |            |            |  |  |       |       |       |       |  |
|  | São Raimundo-RR    | 3 (4)             |                    |           |                  |                  |       |  |                  |                  |                  |                  |  |  |            |            |            |            |  |  |       |       |       |       |  |
|  | Capital-TO (pen)   | 3 (5)             |                    |           |                  |                  |       |  |                  |                  |                  |                  |  |  |            |            |            |            |  |  |       |       |       |       |  |
|  | Capital-TO (pen)   | 3 (5)             |                    | Amazonas  | 1                | 2                | 3     |  |                  |                  |                  |                  |  |  |            |            |            |            |  |  |       |       |       |       |  |
|  |                    |                   |                    |           |                  |                  | 3     |  |                  |                  |                  |                  |  |  |            |            |            |            |  |  |       |       |       |       |  |
|  |                    |                   | Remo               | 2         | 2                | 4                |       |  |                  |                  |                  |                  |  |  |            |            |            |            |  |  |       |       |       |       |  |
|  |                    |                   | Remo               | 2         | 2                | 4                |       |  |                  |                  |                  |                  |  |  |            |            |            |            |  |  |       |       |       |       |  |
|  |                    |                   |                    |           |                  |                  |       |  |                  |                  |                  |                  |  |  |            |            |            |            |  |  |       |       |       |       |  |
|  |                    |                   |                    |           |                  |                  |       |  |                  |                  |                  |                  |  |  |            |            |            |            |  |  |       |       |       |       |  |
|  |                    | Remo              | 3                  |           |                  |                  |       |  |                  |                  |                  |                  |  |  |            |            |            |            |  |  |       |       |       |       |  |
|  |                    |                   | 3                  |           |                  |                  |       |  |                  |                  |                  |                  |  |  |            |            |            |            |  |  |       |       |       |       |  |
|  |                    |                   | Trem               | 1         |                  |                  |       |  |                  |                  |                  |                  |  |  |            |            |            |            |  |  |       |       |       |       |  |
|  | Humaitá            | 1 (2)             | Trem               | 1         |                  |                  |       |  |                  |                  |                  |                  |  |  |            |            |            |            |  |  |       |       |       |       |  |
|  | Humaitá            | 1 (2)             |                    |           |                  |                  |       |  |                  |                  |                  |                  |  |  |            |            |            |            |  |  |       |       |       |       |  |
|  | Trem (pen)         | 1 (4)             |                    |           |                  |                  |       |  |                  |                  |                  |                  |  |  |            |            |            |            |  |  |       |       |       |       |  |
|  | Trem (pen)         | 1 (4)             |                    | Remo      | 0                | 1                | 1 (3) |  |                  |                  |                  |                  |  |  |            |            |            |            |  |  |       |       |       |       |  |
|  |                    |                   |                    |           |                  |                  |       |  |                  |                  |                  |                  |  |  |            |            |            |            |  |  |       |       |       |       |  |
|  |                    |                   | Paysandu (pen)     | 0         | 1                | 1 (4)            |       |  |                  |                  |                  |                  |  |  |            |            |            |            |  |  |       |       |       |       |  |
|  |                    |                   | Paysandu (pen)     | 0         | 1                | 1 (4)            |       |  |                  |                  |                  |                  |  |  |            |            |            |            |  |  |       |       |       |       |  |
|  |                    |                   |                    |           |                  |                  |       |  |                  |                  |                  |                  |  |  |            |            |            |            |  |  |       |       |       |       |  |
|  |                    |                   |                    |           |                  |                  |       |  |                  |                  |                  |                  |  |  |            |            |            |            |  |  |       |       |       |       |  |
|  |                    | Paysandu          | 3                  |           |                  |                  |       |  |                  |                  |                  |                  |  |  |            |            |            |            |  |  |       |       |       |       |  |
|  |                    |                   | 3                  |           |                  |                  |       |  |                  |                  |                  |                  |  |  |            |            |            |            |  |  |       |       |       |       |  |
|  |                    |                   | Rio Branco-AC      | 0         |                  |                  |       |  |                  |                  |                  |                  |  |  |            |            |            |            |  |  |       |       |       |       |  |
|  | Águia de Marabá    | 0                 | Rio Branco-AC      | 0         |                  |                  |       |  |                  |                  |                  |                  |  |  |            |            |            |            |  |  |       |       |       |       |  |
|  | Águia de Marabá    | 0                 |                    |           |                  |                  |       |  |                  |                  |                  |                  |  |  |            |            |            |            |  |  |       |       |       |       |  |
|  | Rio Branco-AC      | 2                 |                    |           |                  |                  |       |  |                  |                  |                  |                  |  |  |            |            |            |            |  |  |       |       |       |       |  |
|  | Rio Branco-AC      | 2                 |                    | Paysandu  | 0                | 4                | 4     |  |                  |                  |                  |                  |  |  |            |            |            |            |  |  |       |       |       |       |  |
|  |                    |                   |                    |           |                  |                  | 4     |  |                  |                  |                  |                  |  |  |            |            |            |            |  |  |       |       |       |       |  |
|  |                    |                   | Manaus             | 1         | 1                | 2                |       |  |                  |                  |                  |                  |  |  |            |            |            |            |  |  |       |       |       |       |  |
|  |                    |                   | Manaus             | 1         | 1                | 2                |       |  |                  |                  |                  |                  |  |  |            |            |            |            |  |  |       |       |       |       |  |
|  |                    |                   |                    |           |                  |                  |       |  |                  |                  |                  |                  |  |  |            |            |            |            |  |  |       |       |       |       |  |
|  |                    |                   |                    |           |                  |                  |       |  |                  |                  |                  |                  |  |  |            |            |            |            |  |  |       |       |       |       |  |
|  |                    | Manaus            | 3                  |           |                  |                  |       |  |                  |                  |                  |                  |  |  |            |            |            |            |  |  |       |       |       |       |  |
|  |                    |                   | 3                  |           |                  |                  |       |  |                  |                  |                  |                  |  |  |            |            |            |            |  |  |       |       |       |       |  |
|  |                    |                   | Tocantinópolis     | 2         |                  |                  |       |  |                  |                  |                  |                  |  |  |            |            |            |            |  |  |       |       |       |       |  |
|  | Tocantinópolis     | 2                 | Tocantinópolis     | 2         |                  |                  |       |  |                  |                  |                  |                  |  |  |            |            |            |            |  |  |       |       |       |       |  |
|  | Tocantinópolis     | 2                 |                    |           |                  |                  |       |  |                  |                  |                  |                  |  |  |            |            |            |            |  |  |       |       |       |       |  |
|  | Manauara           | 1                 |                    |           |                  |                  |       |  |                  |                  |                  |                  |  |  |            |            |            |            |  |  |       |       |       |       |  |
|  | Manauara           | 1                 |                    |           |                  |                  |       |  |                  |                  |                  |                  |  |  |            |            |            |            |  |  |       |       |       |       |  |
|  |                    |                   |                    |           |                  |                  |       |  |                  |                  |                  |                  |  |  |            |            |            |            |  |  |       |       |       |       |  |

### Primeira fase
| 22 de fevereiro A1                    | Humaitá                  | 1 – 1 (2 – 4 pen.)                                  | Trem             | Rio Branco, AC                                                                                  |  |
| 20:00                                 | Felipe Augusto 83' (pen) | Súmula Borderô                                      | 90+5' Igor Nunes | Estádio: Florestão Público: 389 Renda: R$ 3 930,00 Árbitro: RO Angleison Marcos Vieira Monteiro |  |
|                                       |                          | Penalidades                                         |                  |                                                                                                 |  |
| Aldair Magno Anderson Brito Welington |                          | Eduardo Alexandre Pinho Silvio Daniel Felipe Gerson |                  |                                                                                                 |  |

| 29 de fevereiro A2                                    | São Raimundo-RR                           | 3 – 3 (4 – 5 pen.)                                        | Capital-TO                           | Boa Vista, RR                                                                             |  |
| 20:30                                                 | Ygor 13' · Paulo Meneses 38' · Carlos 81' | Súmula Borderô                                            | 2', 90+3' Weslley Santos · 59' Cairo | Estádio: Canarinho Público: 390 Renda: R$ 4 430,00 Árbitro: AC Julian Negreiros de Castro |  |
|                                                       |                                           | Penalidades                                               |                                      |                                                                                           |  |
| Ygor Paulo Meneses Matheus Gonzaga Helsinho Fernandes |                                           | Giancarlo Weslley Santos Cairo Gustavo Lobó Patryck Annes |                                      |                                                                                           |  |

| 28 de fevereiro A3 | Águia de Marabá | 0 – 2          | Rio Branco-AC                   | Marabá, PA                                                                                      |  |
| 20:00              |                 | Súmula Borderô | 20' Vyctor Huggo · 88' Denilson | Estádio: Zinho de Oliveira Público: 1 315 Renda: R$ 19 487,00 Árbitro: AP Thailan Azevedo Gomes |  |

| 28 de fevereiro A4 | Tocantinópolis                      | 2 – 1          | Manauara          | Tocantinópolis, TO                                                                         |  |
| 20:00              | Everson Bilau 5' · Igor Silva 90+4' | Súmula Borderô | 71' Jhonathan Moc | Estádio: João Ribeiro Público: 577 Renda: R$ 6 980,00 Árbitro: MT Rodrigo da Fonseca Silva |  |

| 28 de fevereiro A5                                    | Porto Velho       | 1 – 1 (5 – 3 pen.)         | Anápolis           | Porto Velho, RO                                                                    |  |
| 16:00                                                 | Caio Vinicius 44' | Súmula Borderô             | 90+9' (pen) Marcão | Estádio: Aluizão Público: 452 Renda: R$ 9 080,00 Árbitro: DF Savio Pereira Sampaio |  |
|                                                       |                   | Penalidades                |                    |                                                                                    |  |
| Sorbara Rodrigo Ramos Iverton Watthimen Emerson Bacas |                   | Stefano Marcão Kevyn André |                    |                                                                                    |  |

| 28 de fevereiro A6                          | Ceilândia | 0 – 0 (4 – 3 pen.)                     | Real Brasília | Gama, DF                                                                              |  |
| 15:30                                       |           | Súmula Borderô                         |               | Estádio: Bezerrão Público: 113 Renda: R$ 980,00 Árbitro: GO Artur de Morais Fernandes |  |
|                                             |           | Penalidades                            |               |                                                                                       |  |
| Pedro Bambu Euller Railson Everaldo Kennedy |           | Garcia Marquinhos Brazion Gabriel Lima |               |                                                                                       |  |

| 28 de fevereiro A7 | União Rondonópolis                              | 4 – 0          | Costa Rica | Rondonópolis, MT                                                                 |  |
| 20:00              | Brener 9', 55' · Geandro 17' · Thomas 81' (pen) | Súmula Borderô |            | Estádio: Luthero Lopes Público: 969 Renda: R$ 10 560,00 Árbitro: TO Marcos Sousa |  |

| 28 de fevereiro A8 | Real Noroeste | 1 – 2          | Rio Branco-ES          | Águia Branca, ES |  |
| 19:00              | Lausen 34'    | Súmula Borderô | 24' Kieza · 81' Edinho | Estádio: José Olímpio da Rocha Público: 99 Renda: R$ 1 540,00 Árbitro: PA Fernando Antonio Mendes de Salles Nascimento Filho |  |

### Segunda fase
| 7 de março B1 | Remo                                             | 3 – 1          | Trem                    | Belém, PA                                                                            |  |
| 20:00         | Felipinho 6' · Ribamar 57' · Vinicius Kanu 90+4' | Súmula Borderô | 56' (pen) Daniel Felipe | Estádio: Baenão Público: 4 701 Renda: R$ 91 450,00 Árbitro: RO Jonathan Antero Silva |  |

| 6 de março B2 | Amazonas                                                | 4 – 1          | Capital-TO | Manaus, AM                                                                                       |  |
| 21:00         | Rafael Tavares 45' · Sassá 47', 61' · Iván Alvariño 89' | Súmula Borderô | 24' Arthur | Estádio: Arena da Amazônia Público: 338 Renda: R$ 10 720,00 Árbitro: ES Davi de Oliveira Lacerda |  |

| 6 de março B3 | Paysandu                                   | 3 – 0          | Rio Branco-AC | Belém, PA                                                                             |  |
| 20:00         | Biel 17' · Vinícius Leite 24' · Carlão 68' | Súmula Borderô |               | Estádio: Curuzu Público: 8 162 Renda: R$ 217 625,00 Árbitro: MS Marcos Mateus Pereira |  |

| 5 de março B4 | Manaus                                                       | 3 – 2          | Tocantinópolis                           | Manaus, AM                                                                                             |  |
| 21:00         | Gutierrez 45+2' · Rafael Ibiapino 57' (pen) · Thiaguinho 62' | Súmula Borderô | 43' Everson Bilau · 83' Wanderson Macedo | Estádio: Arena da Amazônia Público: 154 Renda: R$ 3 080,00 Árbitro: RR Daniel Alejandro Hidalgo Blanco |  |

| 6 de março B5 | Cuiabá                                                                           | 5 – 0          | Porto Velho | Cuiabá, MT                                                                                        |  |
| 20:00         | Isidro Pitta 3' · Deyverson 48', 52' (pen) · Fernando Sobral 81' · Clayson 90+2' | Súmula Borderô |             | Estádio: Arena Pantanal Público: 1 084 Renda: R$ 17 170,00 Árbitro: PA Olivaldo Jose Alves Moraes |  |

| 7 de março B6                               | Brasiliense | 0 – 0 (4 – 1 pen.)            | Ceilândia | Taguatinga, DF                                                                                 |  |
| 20:00                                       |             | Súmula Borderô                |           | Estádio: Boca do Jacaré Público: 836 Renda: R$ 3 567,50 Árbitro: GO Anderson Ribeiro Goncalves |  |
|                                             |             | Penalidades                   |           |                                                                                                |  |
| Joãozinho Júlio Lima Wallace Gabriel Kersul |             | Júlio César Paulinho Everaldo |           |                                                                                                |  |

| 6 de março B7 | Goiás                                    | 2 – 0          | União Rondonópolis | Goiânia, GO                                                                            |  |
| 19:30         | Cristiano 24' · Paulo Baya 90+3' (falta) | Súmula Borderô |                    | Estádio: Serrinha Público: 1 830 Renda: R$ 27 915,00 Árbitro: AM Rafael Ramos Tourinho |  |

| 12 de março B8 | Vila Nova           | 1 – 0          | Rio Branco-ES | Goiânia, GO                                                                                  |  |
| 19:30          | Luciano Naninho 47' | Súmula Borderô |               | Estádio: OBA Público: 3 961 Renda: R$ 25 946,00 Árbitro: MS Paulo Henrique Schleich Vollkopf |  |

### Quartas de final
Jogos de ida
| 20 de março C1–IDA | Remo                       | 2 – 1          | Amazonas         | Belém, PA                                                                             |  |
| 20:00              | Echaporã 26' · Ribamar 41' | Súmula Borderô | 14' Diego Torres | Estádio: Baenão Público: 7 878 Renda: R$ 251 080,00 Árbitro: DF Sávio Pereira Sampaio |  |

| 21 de março C2–IDA | Manaus        | 1 – 0          | Paysandu | Manaus, AM                                                                                                |  |
| 21:00              | Adenílson 13' | Súmula Borderô |          | Estádio: Arena da Amazônia Público: 1 158 Renda: R$ 31 850,00 Árbitro: MS Paulo Henrique de Melo Salmazio |  |

| 20 de março C3–IDA | Brasiliense  | 1 – 4          | Cuiabá                                                              | Taguatinga, DF                                                                             |  |
| 20:00              | Gustavão 85' | Súmula Borderô | 37' (pen), 76' Jonathan Cafu · 59' Luciano Giménez · 83' André Luis | Estádio: Boca do Jacaré Público: 989 Renda: R$ 6 685,00 Árbitro: TO Alisson Sidnei Furtado |  |

| 20 de março C4–IDA | Vila Nova   | 1 – 0          | Goiás | Goiânia, GO                                                                           |  |
| 20:00              | Alesson 30' | Súmula Borderô |       | Estádio: OBA Público: 9 107 Renda: R$ 171 900,00 Árbitro: ES Davi de Oliveira Lacerda |  |

Jogos de volta
| 23 de março C1–VOLTA | Amazonas               | 2 – 2 (3 – 4 agr.) | Remo                   | Manaus, AM                                                                    |  |
| 18:00                | William Barbio 4', 35' | Súmula Borderô     | 55' Ytalo · 90' Sillas | Estádio: Arena da Amazônia Público: 1 215 Árbitro: DF Maguielson Lima Barbosa |  |

| 24 de março C2–VOLTA | Paysandu                                          | 4 – 1 (4 – 2 agr.) | Manaus   | Belém, PA                                                                                         |  |
| 17:00                | Nicolas 15', 83' · João Vieira 30' · Edinho 90+2' | Súmula Borderô     | 6' Roney | Estádio: Curuzu Público: 10 299 Renda: R$ 356 730,00 Árbitro: RO Angleison Marcos Vieira Monteiro |  |

| 27 de março C3–VOLTA | Cuiabá                                                | 4 – 1 (8 – 2 agr.) | Brasiliense       | Cuiabá, MT |  |
| 20:00                | Railan 25' · Keynan 37' · Max Alves 45' · Eliel 90+3' | Súmula Borderô     | 89' Gabriel Pedra | Estádio: Arena Pantanal Público: 529 Renda: R$ 8 120,00 Árbitro: PA Fernando Antonio Mendes de Salles Nascimento Filho |  |

| 24 de março C4–VOLTA | Goiás        | 1 – 1 (1 – 2 agr.) | Vila Nova        | Goiânia, GO                                                                              |  |
| 17:00                | Pedrinho 41' | Súmula Borderô     | 12' Bruno Matias | Estádio: Serrinha Público: 9 800 Renda: R$ 177 140,00 Árbitro: TO Alisson Sidnei Furtado |  |

### Semifinal
Jogos de ida
| 3 de abril D1–IDA | Paysandu | 0 – 0          | Remo | Belém, PA                                                                                         |  |
| 20:00             |          | Súmula Borderô |      | Estádio: Mangueirão Público: 26 542 Renda: R$ 935 640,00 Árbitro: GO Jefferson Ferreira de Moraes |  |

| 17 de abril D2–IDA | Vila Nova                            | 2 – 0          | Cuiabá | Goiânia, GO                                                                                  |  |
| 20:00              | Alesson 29' · Anderson Conceição 62' | Súmula Borderô |        | Estádio: OBA Público: 5 377 Renda: R$ 41 015,00 Árbitro: RO Angleison Marcos Vieira Monteiro |  |

Jogos de volta
| 10 de abril D1–VOLTA                            | Remo            | 1 – 1 (1 – 1 agr.) (3 – 4 pen.)                       | Paysandu         | Belém, PA                                                                                |  |
| 20:00                                           | Bruno Bispo 80' | Súmula Borderô                                        | 78' Bryan Borges | Estádio: Mangueirão Público: 22 562 Renda: R$ 755 100,00 Árbitro: ES Arthur Gomes Rabelo |  |
|                                                 |                 | Penalidades                                           |                  |                                                                                          |  |
| Giovanni Pavani Sillas Ícaro Felipinho Jáderson |                 | Nicolas João Vieira Ruan Riberio Jean Dias Val Soares |                  |                                                                                          |  |

| 11 de maio D2–VOLTA                | Cuiabá                                                    | 4 – 2 (4 – 4 agr.) (2 – 4 pen.)               | Vila Nova                           | Cuiabá, MT                                                                                     |  |
| 19:00                              | Lucas Fernandes 22' · Isidro Pitta 29', 61' · Allyson 35' | Súmula Borderô                                | 71' Juan Christian · 81' João Lucas | Estádio: Arena Pantanal Público: 1 578 Renda: R$ 28 340,00 Árbitro: DF Maguielson Lima Barbosa |  |
|                                    |                                                           | Penalidades                                   |                                     |                                                                                                |  |
| Denilson Bruno Alves Ramon Rikelme |                                                           | Ruan Santos Apodi Eric Juan Christian Alesson |                                     |                                                                                                |  |

### Final
Jogo de ida
| 22 de maio E1–IDA | Paysandu                                                            | 6 – 0          | Vila Nova | Belém, PA                                                                                 |  |
| 20:00             | Esli García 6' · Nicolas 33', 55', 72' · Edílson 45+2' · Edinho 84' | Súmula Borderô |           | Estádio: Curuzu Público: 11 004 Renda: R$ 303 590,00 Árbitro: ES Davi de Oliveira Lacerda |  |

Jogo de volta
| 29 de maio E1–VOLTA | Vila Nova | 0 – 4 (0 – 10 agr.) | Paysandu                                                       | Goiânia, GO                                                                                    |  |
| 20:00               |           | Súmula Borderô      | 3' Nicolas · 39' João Vieira · 71' Vinícius Leite · 83' Edinho | Estádio: Olímpico Público: 374 Renda: R$ 7 255,00 Árbitro: RO Angleison Marcos Vieira Monteiro |  |

## Estatísticas

### Artilharia
| Gols | Jogador      | Equipe   |
| ---- | ------------ | -------- |
| 6    | Nicolas      | Paysandu |
| 3    | Edinho       | Paysandu |
| 3    | Isidro Pitta | Cuiabá   |

### Público
Maiores públicos
Estes são os maiores públicos pagantes do campeonato:
| Nº | Público | Mandante  | Placar | Visitante     | Estádio    | Data        | Rodada    | Ref.   |
| -- | ------- | --------- | ------ | ------------- | ---------- | ----------- | --------- | ------ |
| 1  | 26 542  | Paysandu  | 0–0    | Remo          | Mangueirão | 3 de abril  | Semifinal | [ 9 ]  |
| 2  | 22 562  | Remo      | 1–1    | Paysandu      | Mangueirão | 10 de abril | Semifinal | [ 10 ] |
| 3  | 11 004  | Paysandu  | 6–0    | Vila Nova     | Curuzu     | 22 de maio  | Final     | [ 11 ] |
| 4  | 10 299  | Paysandu  | 4–1    | Manaus        | Curuzu     | 24 de março | Quartas   | [ 12 ] |
| 5  | 9 800   | Goiás     | 1–1    | Vila Nova     | Serrinha   | 24 de março | Quartas   | [ 13 ] |
| 6  | 9 107   | Vila Nova | 1–0    | Goiás         | OBA        | 20 de março | Quartas   | [ 14 ] |
| 7  | 8 162   | Paysandu  | 3–0    | Rio Branco-AC | Curuzu     | 6 de março  | Oitavas   | [ 15 ] |
| 8  | 7 878   | Remo      | 2–1    | Amazonas      | Baenão     | 20 de março | Quartas   | [ 16 ] |
| 9  | 5 377   | Vila Nova | 2–0    | Cuiabá        | OBA        | 17 de abril | Semifinal | [ 17 ] |
| 10 | 4 701   | Remo      | 3–1    | Trem          | Baenão     | 7 de março  | Oitavas   | [ 18 ] |

Menores públicos
Estes são os dez menores públicos pagantes do campeonato:
| N.º | Público | Mandante        | Placar | Visitante      | Estádio               | Data            | Rodada  | Ref.   |
| --- | ------- | --------------- | ------ | -------------- | --------------------- | --------------- | ------- | ------ |
| 1   | 99      | Real Noroeste   | 1–2    | Rio Branco-ES  | José Olímpio da Rocha | 28 de fevereiro | 1ª fase | [ 19 ] |
| 2   | 113     | Ceilândia       | 0–0    | Real Brasília  | Bezerrão              | 28 de fevereiro | 1ª fase | [ 20 ] |
| 3   | 154     | Manaus          | 4–2    | Tocantinópolis | Arena da Amazônia     | 5 de março      | Oitavas | [ 21 ] |
| 4   | 338     | Amazonas        | 4–1    | Capital-TO     | Arena da Amazônia     | 6 de março      | Oitavas | [ 22 ] |
| 5   | 374     | Vila Nova       | 0–4    | Paysandu       | Olímpico              | 29 de maio      | Final   | [ 23 ] |
| 6   | 389     | Humaitá         | 1–1    | Trem           | Florestão             | 22 de fevereiro | 1ª fase | [ 24 ] |
| 7   | 390     | São Raimundo-RR | 3–3    | Capital-TO     | Canarinho             | 29 de fevereiro | 1ª fase | [ 25 ] |
| 8   | 452     | Porto Velho     | 1–1    | Anápolis       | Aluizão               | 29 de fevereiro | 1ª fase | [ 26 ] |
| 9   | 523     | Cuiabá          | 4–1    | Brasiliense    | Arena Pantanal        | 27 de abril     | Quartas | [ 27 ] |
| 10  | 577     | Tocantinópolis  | 2–1    | Manauara       | João Ribeiro          | 28 de fevereiro | 1ª fase | [ 28 ] |